# Jack Herer (сорт конопель)
«Джек Херер» (англ. Jack Herer) — гібридний психоактивний сорт коноплі (лат. Cannabis). На 50 % — індика (Cannabis indica) і на 50 % — сатіва (коноплі посівні). Назву сорт отримав на честь Джека Херера.